# Крафт, Эдуард Фридрих Густав
Эдуард Фридрих Густав Крафт (нем. Eduard Friedrich Gustav Kraft; 18 августа 1823, Клаусталь — 9 января 1898) — немецкий лесовод.
После окончания гимназического курса и многолетней лесной практической подготовки, под руководством своего отца и знаменитого впоследствии лесовода Буркхардта, получил высшее специальное образование в Мюндене и затем 2 года (1850—1851) изучал математические и естественные науки в Гёттингенском университете. Вся его служебная деятельность была посвящена ганноверскому лесному хозяйству.
Автор сочинений: «Beiträge zur forstlichen Wasserbaukunde» (1863); «Zur Praxis der Waldwerthrechnung und forstlichen Statik» (1882); «Beiträge zur Lehre von den Durchforstungen, Schlagstellungen und Lichtungshieben» (1884); «Beiträge zur forstlichen Zuwachsrechnung und zur Lehre von Weiserprozente» (1885); «Beiträge zur forstlichen Statik und Waldwerthrechnung» (1887); «Ueber die Beziehungen des Bodenerwartungswerthes und der Forsteinrichtungsarbeiten zur Reinertragslehre» (1890) и некоторых других.